# Litenčice
Litenčice (in tedesco Litentschitz) è un comune mercato della Repubblica Ceca facente parte del distretto di Kroměříž, nella regione di Zlín.